# Wysoka (Równina Białogardzka)
Wysoka – wzniesienie o wysokości 70,3 m n.p.m. na Równinie Białogardzkiej, położone w województwie zachodniopomorskim, w powiecie koszalińskim, w gminie Manowo.
Ok. 1 km na zachód leży wieś Wyszebórz. Ok. 0,6 km na południe znajduje się Jezioro Czaple. Na północ od Wysokiej rozciąga się Góra Chełmska.
Nazwę Wysoka wprowadzono urzędowo w 1949 roku, zastępując poprzednią niemiecką nazwę Vizog-Berg.